# Freddie Young
Frederick Archibald Young (Londres, 9 octubre, 1902 – Londres, 1 diciembre, 1998)  fue un camarógrafo y director de fotografía británico, destacado por sus innovaciones y estilo fílmicos. Conocido por su colaboración con el director David Lean en los filmes Lawrence de Arabia (1962), Doctor Zhivago (1965) y La hija de Ryan (1970). Ganador del premio Oscar a la mejor fotografía por estos filmes.

## Biografía y carrera profesional
Aficionado al fútbol y el boxeo en su niñez, también disfrutaba de los filmes mudos de la época, asistiendo con frecuencia a las salas de exhibición de su barrio. Recibió alguna vez de regalo, una cámara Kodak Brownie con la que gustaba experimentar.  
Se inició como cineasta a los 15 años de edad como "meritorio" (es decir sin sueldo y solo por hacer méritos) en los Estudios Gaumont, siendo promovido luego a asistente de laboratorio fotográfico, donde adquirió los importantes conocimientos y experiencia que desarrollaría en su carrera profesional.
Siendo todavía la época del cine mudo, el trabajo de la imagen cinematográfica fue su primera escuela. En 1922 ya aparece en los créditos del filme Rob Roy como asistente de camarógrafo, continuando su desarrollo profesional hasta alcanzar en 1928 el grado de camarógrafo. 
Al año siguiente es contratado por el productor Herbert Wilcox, de la sección británica de MGM, donde realizó todo tipo de cargos, alcanzando el grado de director de fotografía en 1930, demostrando su talento creativo y técnico en una serie de filmes.  
En 1937 aplica sus conocimientos en tecnicolor en la película Victoria the Great.
Con el estallido de la Segunda Guerra Mundial se trasladó junto a su mentor, Herbert Wilcox, a Hollywood, para la filmación de una película, pero la enorme diferencia en los estilos de trabajo lo hicieron desistir y retornó a Londres, donde con el grado de capitán, fue nombrado jefe de cámaras de la Unidad fílmica del Ejército, realizando numerosas películas de instrucción militar, además de colaborar en algunas películas comerciales. 
Finalizada la guerra, consigue en 1949 rescindir el contrato con la MGM, y comienza a trabajar en forma independiente. El mismo año fue socio fundador y primer presidente de la Sociedad Británica de Camarógrafos (BSC).
En la década de 1950 logró su primera nominación al Oscar, por su trabajo en el filme en tecnicolor, Ivanhoe (1952). Trabajó con destacados directores tales como John Ford en Mogambo (1953), George Cukor en Cruce de destinos (1956), Vincente Minnelli en El loco del pelo rojo (1956), Mark Robson en El albergue de la sexta felicidad (1958) y King Vidor en Salomón y la reina de Saba (1959). 
Siguiendo con su interés en las nuevas tecnologías, realizó esta última en el nuevo formato 70 mm, convirtiéndose en un maestro del formato.              
En la década de 1960 y cumplidos los 60 años, ganó su primer Oscar, junto a varios otros premios más, por su trabajo en el filme Lawrence de Arabia (1962) con el director David Lean, donde dejó constancia de sus habilidades en escenas que pasaron a ser clásicas del cine. Su colaboración con el director británico se extendería durante toda la década y comienzos de la siguiente.
Estuvo nominado al premio de la BAFTA por su aporte en los filmes El séptimo amanecer (1964) y Lord Jim (1964). En 1965 recibió su segundo Oscar por su trabajo en la película Doctor Zhivago, donde realizó notables secuencias relacionadas con el crudo invierno ruso, filmadas en España, colaborando también con David Lean.
Al año siguiente fue nominado por la BAFTA por su trabajo en el filme Llamada para el muerto (1966) donde aplicó una técnica de laboratorio creada por él, llamada prefogging, que permitía alterar los colores del filme.
Participó en la película de la serie James Bond, Solo se vive dos veces (1967), donde captura con maestría el paisaje y la cultura japonesa.
La década de 1970 lo premió con la condecoración Orden del Imperio Británico con el grado de oficial (Officer of the Order of the British Empire) por sus aportes a la cinematografía británica; y su tercer Oscar, además de una nominación de la BAFTA, por su trabajo en la película La hija de Ryan (1970), también en colaboración con David Lean, siendo nominado al año siguiente al Oscar por el filme Nicolás y Alejandra (1971).
En el transcurso de la década realizó  filmes y películas para televisión, colaborando en cuatro filmes más en los comienzos de la década de 1980.
Su último filme fue Invitation to the Wedding (1985), una comedia británica, ya cumplidos los 83 años de edad.
En sus últimos años se dedicó a escribir una autobiografía titulada Seventy Light Years: An Autobiography, publicada  póstumamente en 1999.
Falleció en Londres, de causas naturales, a los 96 años de edad.
Freddie Young sin duda uno de los íconos de la cinematografía británica, con una dilatada trayectoria profesional que abarcó más de 130 películas, desde la época del cine en blanco y negro hasta las grandes superproducciones en tecnicolor, en el transcurso del siglo XX.

## Premios y distinciones
Premios Óscar
| Año  | Categoría                | Película           | Resultado |
| ---- | ------------------------ | ------------------ | --------- |
| 1963 | Mejor fotografía - Color | Lawrence de Arabia | Ganador   |
| 1966 | Mejor fotografía - Color | Doctor Zhivago     | Ganador   |
| 1970 | Mejor fotografía         | La hija de Ryan    | Ganador   |